# لقلقي جنوب إفريقي
لقلقي جنوب أفريقي (الاسم العلمي:Pelargonium caffrum) هو نوع من النباتات يتبع جنس اللقلقي من الفصيلة الغرنوقية. سمي هذا النوع نسبةً إلى جنوب أفريقيا.